# Santander de Quilichao
Santander de Quilichao est une municipalité située dans le département de Cauca, en Colombie.